# Luc Martens
Luc Martens, né le 18 avril 1946 à Maldegem est un homme politique belge flamand, membre du CD&V.
Il est licencié en philologie classique.
En juin 2024, il est sous le coup d'une enquête de la police judiciaire fédérale belge, soupçonné d'escroquerie, de faux, d'abus de confiance, d'usage de faux et de blanchiment d'argent.

## Fonctions politiques
- 1991-1995 Sénateur belge
- 1992-1995 Membre du Conseil flamand
- 1995-1995 Député au Parlement flamand
- 1995-1999 Ministre flamand de la culture, la famille et le Bien-être
- 1995-         Conseiller communal à Roulers
- 1999-2009 Député au Parlement flamand
- 2005-2016 Bourgmestre de Roulers

## Distinctions
- Commandeur de l'Ordre de Léopold (1999)